# Copa Independencia de Indonesia
La Copa Independencia de Indonesia, fue una copa de fútbol amistosa que se disputó en nueve ocasiones; la primera en 1985 y la última en 2008. La versión de 1985 contó con la participación de las selecciones nacionales de fútbol de Corea del Sur Olímpica, Chile, Indonesia B, Indonesia U-23, Malasia U-23, Singapur B, Tailandia y Tianjin, resultando vencedor Chile.

## Lista de Campeones
| Año           |           | Final       | Final                | Final            |                   | Partido tercer lugar | Partido tercer lugar | Partido tercer lugar |
| Año           | Campeón   | Resultado   | Segundo lugar        | Tercer lugar     | Resultado         | Cuarto lugar         |                      |                      |
| ------------- | --------- | ----------- | -------------------- | ---------------- | ----------------- | -------------------- | -------------------- | -------------------- |
| 1985 Detalles | Chile XI  | 1 – 0       | Corea del Sur Sub-23 | Tailandia        | 2 – 1             | China                |                      |                      |
| 1986 Detalles | Argelia   | 1 – 0 (te)  | Indonesia            | America-RJ       | 2 – 1             | Rumania Sub-18       |                      |                      |
| 1987 Detalles | Indonesia | 2 – 1 (te)  | Argelia XI           | Corea del Sur XI | Posición en grupo | Indonesia B          |                      |                      |
| 1988 Detalles | China B   | 1 – 0       | Australia U-20       | Indonesia        | Posición en grupo | Indonesia U-23       |                      |                      |
| 1990 Detalles | Australia | 3 – 0       | Indonesia            | Tailandia Sub-23 | 1 – 0             | Malasia Sub-23       |                      |                      |
| 1992 Detalles | Malasia   | 2 – 1       | Corea del Sur Sub-19 | Australia        | Posición en grupo | Indonesia            |                      |                      |
| 1994 Detalles | Tailandia | desconocido | Indonesia XI         | Indonesia Sub-23 | desconocido       | Corea del Sur XI     |                      |                      |
| 2000 Detalles | Indonesia | 3 – 0       | Irak                 | Myanmar          | Posición en grupo | China Taipéi         |                      |                      |
| 2008 Detalles |           | Indonesia   | 3 – 1                | Libia Sub-23     |                   | Indonesia B          | 1 – 0                | Myanmar              |

## Palmarés
| Equipo               | Campeón              | Subcampeón     | Tercer lugar   | Cuarto lugar   |
| -------------------- | -------------------- | -------------- | -------------- | -------------- |
| Indonesia            | 3 (1987, 2000, 2008) | 2 (1986, 1990) | 2 (1988, 2008) | 2 (1987, 1992) |
| Argelia              | 1 (1986)             | 1 (1987)       |                |                |
| Australia            | 1 (1990)             |                | 1 (1992)       |                |
| Tailandia            | 1 (1994)             |                | 1 (1985)       |                |
| Chile                | 1 (1985)             |                |                |                |
| China                | 1 (1988)             |                |                |                |
| Malasia              | 1 (1992)             |                |                |                |
| Corea del Sur Sub-23 |                      | 2 (1992, 1985) |                |                |
| Australia Sub-20     |                      | 1 (1988)       |                |                |
| Irak                 |                      | 1 (2000)       |                |                |
| Myanmar              |                      |                | 1 (2000)       | 1 (2008)       |
| Corea del Sur XI     |                      |                | 1 (1987)       | 1 (1994)       |
| America-RJ           |                      |                | 1 (1986)       |                |
| Rumania Sub-18       |                      |                |                | 1 (1986)       |
| Malasia Sub-23       |                      |                |                | 1 (1990)       |
| China                |                      |                |                | 1 (1985)       |